# Осово (Моисеевщинский сельсовет)
Осово (бел. Восава) — деревня в Борисовском районе Минской области Беларуси. Входит в состав Моисеевщинского сельсовета.

## География
Деревня находится в северо-восточной части Минской области, при автодороге Н-8082, на расстоянии приблизительно 37 километров (по прямой) к северо-востоку от города Борисов, административного центра района. Площадь населённого пункта — 0,0497 км².

## История
Известна с XVIII века. По состоянию на 1909 год, в Осовине имелось 3 двора и проживало 18 человек. В административном отношении деревня входила в состав Краснолукской волости Борисовского уезда Минской губернии.
С 20 августа 1924 года в составе Бараньского сельского совета Холопеничского района. До 17 августа 1963 года деревня входила в состав Моисеевщинского сельсовета, до 28 мая 2013 года — в состав Трояновского сельсовета.

## Население
По данным переписи 2019 года, в деревне отсутствовало.
| Год  | Население, человек |
| ---- | ------------------ |
| 1800 | 7                  |
| 1909 | ↗ 18               |
| 1917 | ↗ 179              |
| 1960 | ↘ 31               |
| 1988 | ↘ 7                |
| 2008 | ↘ 6                |
| 2009 | ↘ 4                |
| 2019 | ↘ 0                |